# Golęczewo

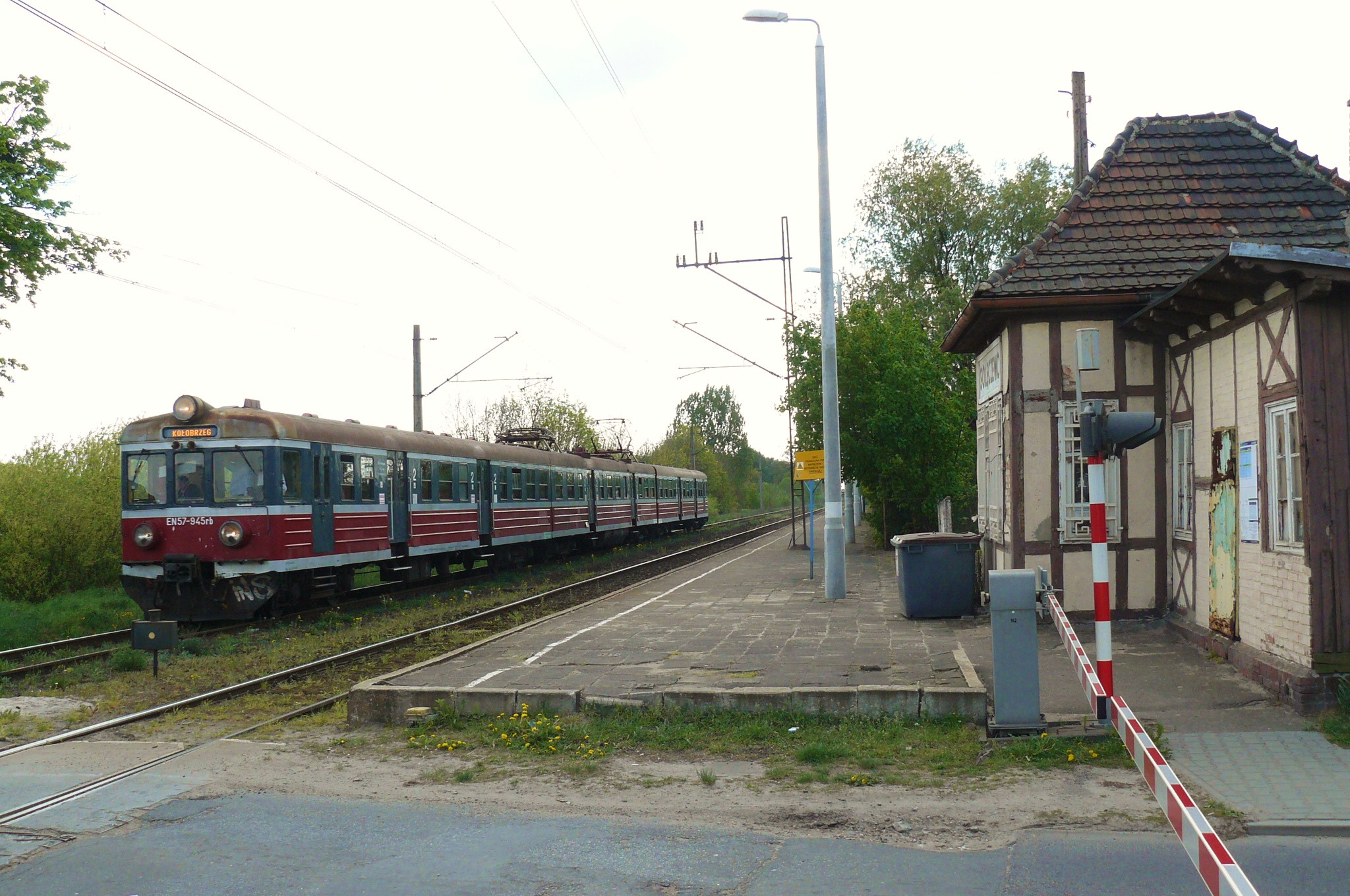
Bahnhof Goleczewo (2011)

Golęczewo (Deutsch: Golenczewo, Golenhofen 1906–18) ist eine Ortsgemeinschaft der Gemeinde Suchy Las, Woiwodschaft Großpolen, Landkreis Poznań, Polen.

## Geschichte

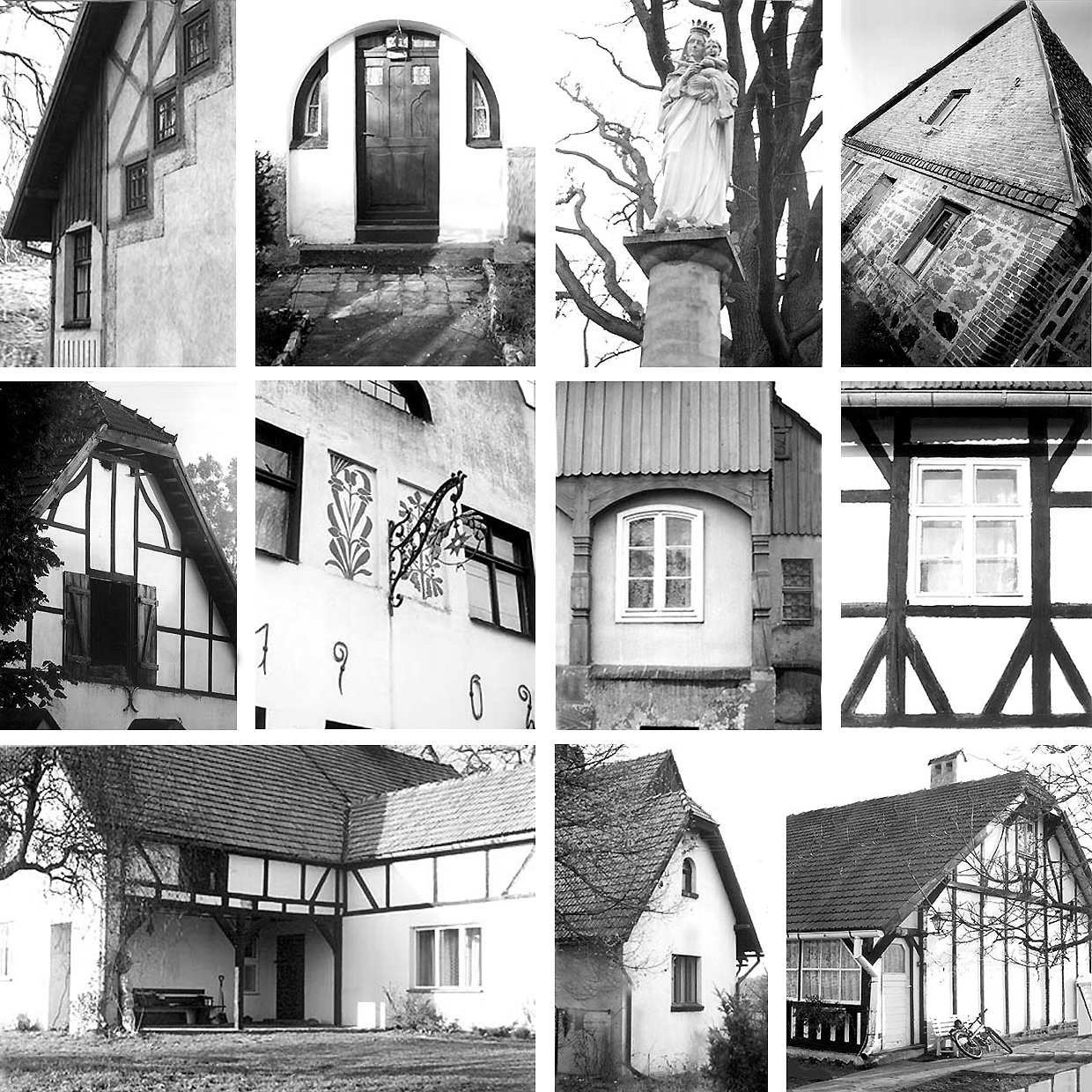
Golęczewo – Architektonische Details der unter Denkmalschutz stehenden Gebäude.

Das adelige Dorf Gołwiczewo befand sich 1580 im Landkreis Poznań in der Woiwodschaft Poznań. In den Jahren 1975–1998 gehörte der Ort administrativ zu der Woiwodschaft Poznań.
Im Oktober 1901 kaufte die Königlich Preußische Ansiedlungskommission für Westpreußen und Posen dem polnischen Adeligen Zygmunt Błociszewski das Dorf Golęczewo (623 ha) ab, um hier ein sogenanntes deutsches Musterdorf im Einklang mit den Zielen des Deutschen Ostmarkenvereins zu erschaffen. Für das Rittergut wurden 530.000 Mark (damalige Währung) gezahlt. Da das Dorf vernachlässigt war, wurden zunächst Vorbereitungsarbeiten wie zum Beispiel die für den Straßenablauf, als auch Bau- und Ausrüstungswerkarbeiten durchgeführt. Erst 1903 wurde gebilligt, das Dorf für die Aufnahme von Ansiedlern zu öffnen. Es sollte ein evangelisches Dorf mit hohem Selbstversorgungsgrad werden – dazu sollten ein Betsaal/Gemeindehaus, eine Schule, eine Turnhalle, ein Bade-, Wasch- und Backhaus, eine Feuerwehr und eine ordentliche Wasserversorgung gehören. Die in Golenhofen (der damalige Name der Ortschaft) gebauten Häuser waren in Weiß gehalten, Dächer, Zäune, Verbretterungen und andere Elemente in Rot und Schwarz, den Farben der preußischen Nationalflagge. Daneben wurden Pferde- und Kuhställe (2–4 Pferde und 8–10 Kühe) errichtet. Ebenfalls vorgesehen waren eine Lehrerwohnung sowie ein Brunnen mit Windmotorbetrieb, der die dörfliche Wasserleitung antreiben sollte.
Das soziale Leben der Gemeinschaft war durch den Konflikt zweier Siedlergruppen geprägt: den Zuwanderern aus dem Reichsinneren und den Rückkehrern aus dem Osten (die ersteren hielten sich für höherwertig und wurden von der Provinzverwaltung bei der Besetzung der Gemeindestellen bevorzugt). Trotz staatlicher Bemühungen wurde das Dorf nicht zum Vorbild für die polnische Bevölkerung und sein Eigentumsstatus unterschied sich in keiner Weise von dem der polnischen Dörfer.
Um die Leistungen deutscher Kolonisten zu demonstrieren, wurden für Journalisten, Parlamentarier und Würdenträger unterschiedlichster politischer Schichten Reisen nach Golęczewo organisiert (z. B. am 24. Mai 1909, 6. Juni 1910 und im September 1913).
Der evangelische Friedhof an der Dworcowa-Straße symbolisiert ein Überrest der Kolonialisierung.

## Gegenwart
In Golęczewo gibt es einen Fußballverein, den GKS Golęczewo, eine Feuerwache, eine Schule und einen Kindergarten. Im Dorf befindet sich auch eine Apotheke. Die Verbindung mit Poznań wird von den Überlandbussen 905 und 907 und den Personenzügen in Richtung Poznań oder Piła (Haltestelle Golęczewo) sichergestellt. Der Bus 905 beendet seine Fahrt an der Buswendeschleife am Einkaufszentrum Avenida, während der Bus 907 seine Endhaltestelle an der Sobieskiego-Wohnsiedlung in Poznań hat. Der Großpolen-Radweg (Transwielkopolska Trasa Rowerowa) durchläuft in Teilen das Dorf. Westlich des Dorfes befindet sich der Naturpark Samica Kierska-Tal.